# درخت خون
درخت خون (اسپانیایی: El árbol de la sangre‎) یک فیلم درام اسپانیایی-فرانسوی به کارگردانی خولیو مدم است که در سال ۲۰۱۸ منتشر شد.

## بازیگران
- اورسولا کوربرو
- آلوارو سروانتس
- نایوا نیمری
- امیلیو گوتیه‌رس کابا
- لوئیسا گاباسا
- جوزپ ماریا پو
- آنخلا مولینا
- لوکا پروش
- آلبا پلاناس
- پاتریسیا لوپس آرنائیس